# Gunnar Prokop (Handballtrainer)

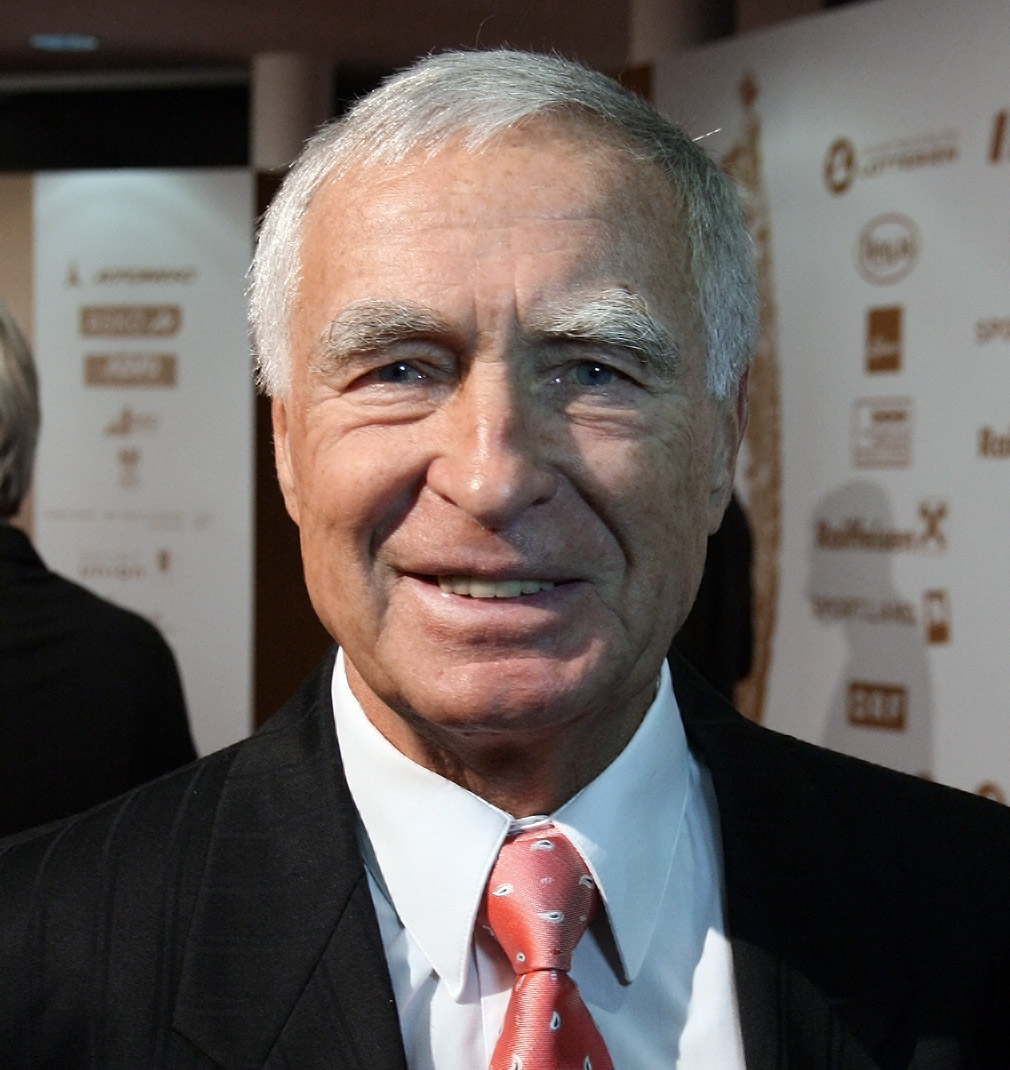
Gunnar Prokop (2011)

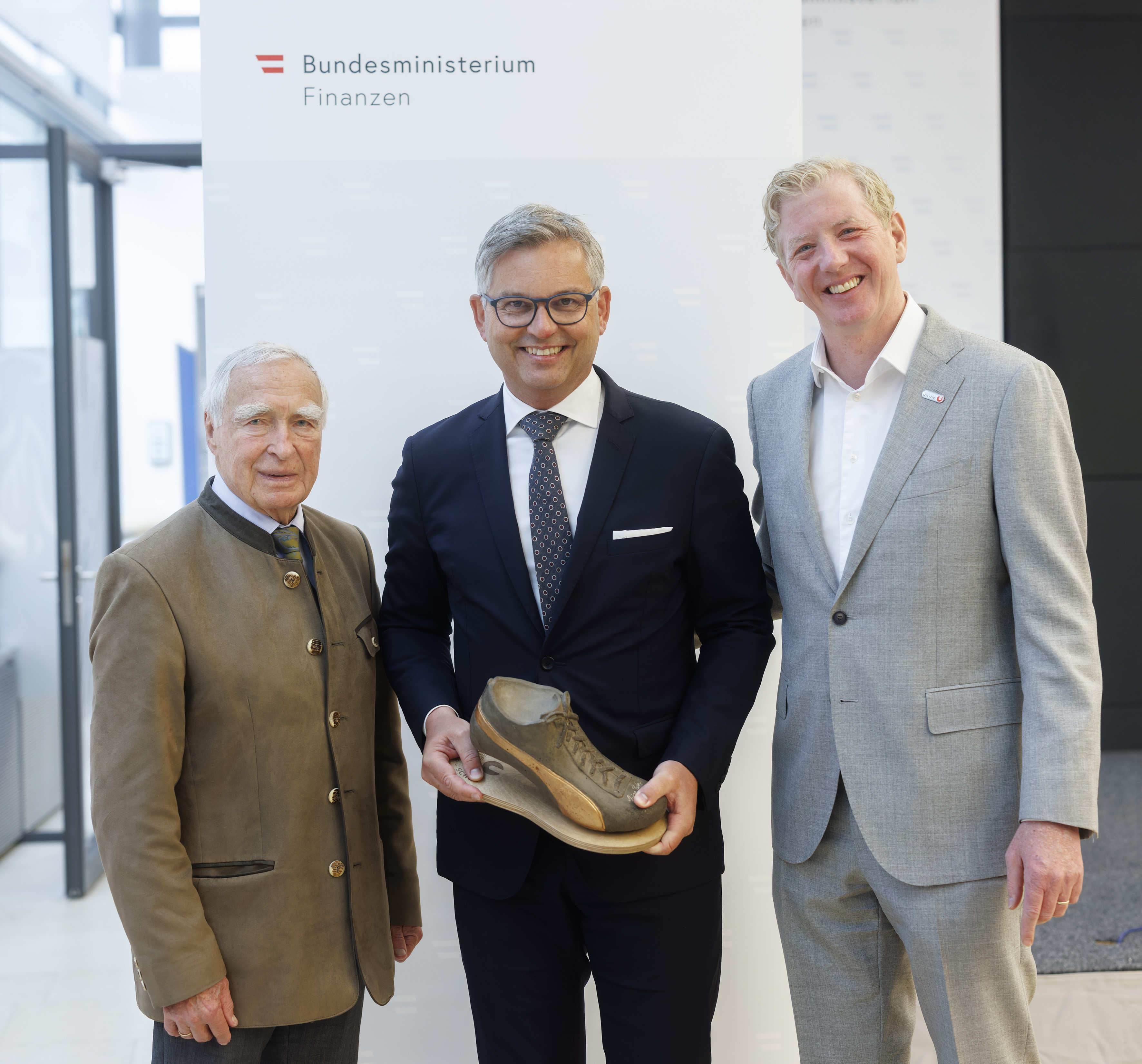
Gunnar Prokop mit Magnus Brunner und Peter McDonald (2024)

Gunnar Prokop (* 11. Juli 1940 in St. Pölten) ist ein ehemaliger österreichischer Leichtathletiktrainer und Handballtrainer sowie Handballfunktionär.

## Leben
Gunnar Prokop wurde am 11. Juli 1940 als Sohn des Arztes Ludwig Prokop (* 11. Juli 1892 in Komotau in Nordböhmen) und dessen zweiter Ehefrau, einer Hausfrau, geboren. Zu seinen Halbbrüdern – aus der ersten Ehe seines Vaters – zählen der Sportmediziner Ludwig Josef Theodor Max Prokop (* 6. August 1920 in St. Pölten; † 28. Juli 2016), der Gerichtsmediziner und forensischer Serologe Otto Gerhard Teja Prokop (* 29. September 1921 in St. Pölten; † 20. Januar 2009 in Ottendorf bei Kiel) und Heinrich „Heinz“ Anselm Einhart Prokop (* 10. Jänner 1923 in St. Pölten; † 10. Februar 2000 in Kramsach). Insgesamt gab es sieben Geschwister bzw. Halbgeschwister; fünf Buben und zwei Mädchen. Der Großvater väterlicherseits war Josef Prokop (1868–1937), den es um die Jahrhundertwende von Böhmen nach St. Pölten verschlagen hatte und der hier zum Stadtbaudirektor ernannt worden war. Als solcher war der Architekt entscheidend am Bau des Elektrizitätswerkes im Hammerpark, dem Reithallenkino, der Daniel-Gran-Volksschule oder dem Straßenbahnbau in St. Pölten beteiligt.
Seine Trainerkarriere begann Prokop bei den Olympischen Spielen 1964 als Trainer der Leichtathletin Liese Sykora, die er 1965 heiratete. Es gelang ihm, die von ihm betreuten Leichtathletinnen zu internationalen Spitzenleistungen zu führen. Einige der damals aufgestellten Rekorde haben Jahrzehnte überdauert. 1972 wechselte er zum Damen-Handball und war Mitbegründer des erfolgreichen Klubs Hypo Niederösterreich, dessen Manager er bis zum Jahr 2010 war. Zwischen 1977 und 2010 wurde Hypo Niederösterreich durchgehend österreichischer Meister.
In den 1980er Jahren baute Gunnar Prokop ein immer besseres Damenteam auf und erreichte mit Hypo Niederösterreich 1987 erstmals ein Europacup-Endspiel. Bis heute hat der Verein die EHF Champions League achtmal gewonnen. Anlässlich der Gala zum zehnjährigen Jubiläum der Gründung der EHF wurde er zum Coach of the Century gekürt. Im April 2007 wurde Gunnar Prokop vom Land Niederösterreich für sein Lebenswerk geehrt.
Prokop gilt als impulsiv und fiel in Interviews oft durch frauenfeindliche Äußerungen auf. Er hat zudem oft Konflikte mit Schiedsrichtern. Am 29. Oktober 2009 beging Prokop bei einem EHF-Champions-League-Spiel seines Clubs gegen Metz Handball kurz vor Schluss von der Trainerbank aus ein Foul an der Metz-Spielerin Svetlana Ognjenović. Das Spiel stand unentschieden, Prokop rempelte die Serbin und unterband damit den Gegenstoß. In einer Presseaussendung entschuldigte sich Gunnar Prokop für sein Fehlverhalten bei Metz Handball und legte als Konsequenz sein Traineramt nieder.
Nach dem Foul in der Champions League der Frauen sollte der damals 69-Jährige für drei Jahre wegen Vergehens gegen die Prinzipien des Fair-Play für alle internationalen Wettbewerbe gesperrt werden und 45.000 Euro Strafe zahlen, teilte die EHF mit. Zudem sollte er lebenslang für alle EHF-Posten gesperrt werden. Gegen dieses Urteil hat er Einspruch eingelegt. Im Jänner 2010 reduzierte das Protestkomitee des EHF die Geldstrafe auf 10.000 Euro und die Sperre auf ein Jahr.

## Privates
Seine Frau, Liese Prokop, wechselte nach Ende ihrer sportlichen Karriere in die Politik und war von 2004 bis zu ihrem Tod 2006 österreichische Innenministerin. Seine 1966 geborene Tochter Karin war von 1977 bis 1995 als Handballspielerin aktiv. Einer seiner Brüder war der um 20 Jahre ältere Sportmediziner Ludwig Prokop. Ein weiterer Bruder war der Gerichtsmediziner Otto Prokop. Seine Schwägerin ist die ehemalige Leichtathletin Maria Sykora, sein Neffe der ehemalige Skirennläufer und aktuelle ORF Co-Kommentator und Experte bei Skirennen, Thomas Sykora. Sein Enkel ist der ehemalige Handballspieler Gunnar Prokop.

## Auszeichnungen
Negativpreise:
- 2005 „Rosa Handtaschl“, verliehen durch das österreichische Frauennetzwerk Medien[14]